# Dacus hamatus
Dacus hamatus är en tvåvingeart som beskrevs av Mario Bezzi 1917. Dacus hamatus ingår i släktet Dacus och familjen borrflugor. Inga underarter finns listade i Catalogue of Life.